# Royce da 5'9"
Ryan Daniel Montgomery (Detroit, 5 juli 1977), algemeen bekend als Royce da 5'9", is een Amerikaanse rapper.
Royce verhuisde naar Oak Park (een buitenwijk van Detroit) toen hij tien was. Hij heeft vier volledige albums op zijn naam staan en is beter bekend vanwege zijn freestyle-vaardigheden. Hij noemt zichzelf "Royce Nickel Nine".
In 1999 geleden introduceerde de stedelijk inheemse Detroitenaar, geboren als Ryan Montgomery aan de hiphop-wereld op "Bad Meets Evil", een samenwerking met zijn voormalige partner in het rijmen, Eminem. Bejubeld om zijn lyrische vaardigheden, gerespecteerd door zijn collega MC's en veel kritische lof oogstend voor zijn talen, werd Royce gebrandmerkt als "iemand die je in de gaten houdt" of het "volgende dat gaat knallen". Niet verwonderlijk voor iemand die Dr. Dre's "The Message" neerschreef van diens met meervoudig platina bekroonde lp The Chronic uit 2001. Maar de politiek van het spelletje begon zijn triomftocht te verregenen. "Toen ik mijn eerste deal sloot, had ik een gigantisch budget, en dat was alles wat ik wist. Ik had geen richtlijn. Het duurde tot nu tot ik wist hoe ik een richtlijn moest uitstippelen en hoe een geweldig album te doen zonder miljoenen dollars te verspillen," geeft Royce toe, die niet lang nadat zijn debuutalbum gereed was, een herbezinning had.
Na zijn eerste artiestenovereenkomst met Tommy Boy Records, vervolgens een productieovereenkomst met Sony/Columbia en later een onafhankelijke overeenkomst met Koch Entertainment, leerde Royce een waardevolle les. Je kunt bij geen beter artiestenlabel horen dan je eigen. "We hebben het gedaan met een groot artiestenlabel, we hebben het gedaan met een onafhankelijke en het blijkt dat het grootste deel van het 'voetenwerk' dat zij doen of waar zij mee verdienen, zelf kunnen doen. Alleen hebben we dan een betere opbrengst per album." zegt hij trots." Wij gaan doen wat veel zuidelijke artiesten al op laag niveau doen. We gaan de stoom voor een groot artiest opblazen, maar we gaan veel eraan verdienen terwijl we dat doen."

## Vroegere carrière
Ryan kreeg zijn bijnaam Royce da 5'9" nadat hij naar school kwam met een ketting waarop een R te zien was en Rolls Royce voorstelde. Nog op school begon Ryan en zijn beste vriend June (ook bekend als June Bug en Jah Da 5'9") met rappen en ze waren allebei de kortste van hun basketbal ploeg (1m75cm = 5'9"), daar hebben zij hun naam van.
Als underground rap-artiest wekte Royce een hype op met zijn succesvolle hit "Boom". De door DJ Premier geproduceerde track werd later terug gevonden op zijn debuutalbum Rock City. Wegens internet piraterij slaagde het album er niet in om in de Staten op tijd te worden vrijgegeven. Het album werd zoals gepland vrijgegeven in Engeland, maar Royce werd gedwongen om het album opnieuw uit te geven onder de naam Rock City 2.0. Ondanks dat Royce gezien werd als een rapprotegé, kwam Eminem slechts op één lied van het album (Inleiding – The Rock City) voor, en droeg niet tot de productie bij.
Op een bepaald moment werd de "Game Records" label gehuurd door "Rockstar Games", waardoor Royce en een paar andere artiesten te horen waren op "Game FM", een radiostation in het spel Grand Theft Auto III. Royce droeg 3 liedjes bij, waaronder "We're Live (Danger)", "Spit Game", en "I'm The King" welke laatste specifiek voor het spel werd bewerkt.

## Bad Meets Evil
Het grootste deel van zijn erkenning kwamen door zijn vriendschap met oude vriend en medewerker Eminem. De twee vormden een duo genoemd "Bad Meets Evil" (met Royce de "Bad"-helft, en Eminem de "Evil"-helft). Bad Meets Evil produceerde een aantal hits zoals "Scary Movies", "Nuttin' To Do" en "Bad Meets Evil". Het laatstgenoemde nummer stond op Eminems album The Slim Shady LP. Later bleek dat Royce & Eminem een vrij rotsachtige relatie hadden.
Hoewel hij en Eminem wederzijdse vrienden met Proof van D12-clique waren, hadden Royce en een ander D12-lid - Bizarre - beef. Dat werd later bijgelegd.
In 1999 droeg Royce bij als ghostwriter voor Dr. Dre's album 2001. Hij ghostwrote een paar nummers, waaronder The Message en de originele versie van Xxplosive — hernoemd naar Way I Be Pimpin', waarin verteld werd hoe Dr. Dre pimpte en geld kreeg, met Royce aan zijn zij. Hij was voor een korte dienst bij Dr. Dre, naar verluidt, verklapte manager van Royce per ongeluk dat Royce ghostwrote voor Dr. Dre. Toen Royce weigerde om de man te ontslaan, die een vriend van hem was, werd zijn band met Dre verbroken, en de originele Xxplosive kwam op het album van Dr. Dre.

### Bad Meets Evil-ep
Op 25 april maken Royce da 5'9" en Eminem bekend dat ze een gezamenlijke ep zullen uitbrengen onder de naam Bad Meets Evil's Hell: The Sequel. De ep brengt het duo weer samen na 12 jaar en staat gepland voor een release op 14 juni 2011.

## Hedendaags
Na de release van zijn album "Independent's Day" in 2005, heeft Royce een laag profiel gehouden alhoewel hij een tweede album in december van dat jaar had beloofd, die door Nottz geproduceerd zou worden. In plaats daarvan, maakte HipHopGame.com onlangs bekend, dat het volgende album van Royce volledig door DJ Premier geproduceerd zal worden. Royce was onlangs op tour met Mobb Deep. Royce ghost-write momenteel voor Puff Daddy's nieuwe album. Royce toert ook met zijn crew, The M.I.C, om hen te promoten; hij zal ook op het volgende album van Canibus verschijnen.

## Shady Records
In 2011 tekende Royce bij Shady Records. Hier zal ook zijn album getiteld Success Is Certain (een speling op zijn eerdere album Death Is Certain) uitkomen. De eerste single is Writer's Block samen met Eminem.

## Conflicten

### Shady Records
In 2002 zou Royce aan Eminem gevraagd hebben of hij bij "Shady Records" kon tekenen. Eminem was bezig met zijn film 8 Mile en weigerde. Dit werd goed begrepen door Royce, maar een week later liet Eminem 50 Cent tekenen. Royce accepteerde dit en ging zelfs op de "Anger Management"-tour met zijn crew D-Elite. Terwijl hij onderweg was werd D12 beledigd door een regel die Royce had geschreven: "Fuck Anger Management, I need someone to manage my anger."
D12 vertelden dit aan Eminem. Eminem geloofde dit en vroeg verder niet om uitleg bij Royce. Hieruit kwam een hoop misverstand die tot een opschudding leidde tussen de hele D12-crew en Royce.
De radiostations van Detroit draaiden de hele dag disstracks van beide partijen, "Smack Down" van D12 zonder Eminem over 50 Cents beat "Back Down" — en Royce's "Malcolm X" over Capone-N-Noreaga's "Bang Bang"-beat, met Tre Little, een vurig lid van D-Elite.
Terwijl Royce en Eminem elkaar nooit direct hebben gedisst, concentreerde de hele rapwereld zich op hun relatie, zonder rekening te houden met de spanning tussen Royce en Proof. Gedurende de spanning van 2 jaar, leed Royce aan een erge depressie en een drankprobleem, maar erin slaagde om zijn meest erkende materiaal uit te brengen.
In 2003 kookte zijn conflict met Proof definitief over in een confrontatie op de straten van Detroit. De cliques van Royce en Proof trokken wapens. De politie arresteerde hen, en zij brachten de nacht in de cel door, daar legden zij alles bij. De twee hebben sindsdien hun beef beëindigd en zijn samen in de studio geweest.

### Anderen
Royce had een klein conflict met "Ruff Ryders" over de regel "Royce, Reef, Dubbel R" op een lied, en de discoband van jaren 70 "Rose Royce" waarin zij hem van het stelen van hun naam beschuldigden. Hij had een probleem met de populaire producer Kanye West over een niet uitgebracht lied genaamd "Heartbeat", dat Kanye voor Royce geproduceerd heeft. Er was een conflict over geld, waarna Kanye zei dat hij nooit opnieuw met Royce zou werken.

## Discografie

### Albums
Rock City 2.0
Uitgebracht: 26 november 2002
Billboard 200-positie: 1?
R&B/Hip-Hop Chart-positie: 29
Singles: Take His Life, Boom/Soldier's Story, You Can't Touch Me, Rock City, Mr. Baller/My Friend
Death Is Certain
Uitgebracht: 24 februari 2004
Billboard 200-positie: 161
R&B/Hip-Hop Chart-positie: 39
Singles: Hip Hop/Throw Back
Independent's Day
Uitgebracht: 28 juni 2005
Billboard 200-positie: -
R&B/Hip-Hop Chart-positie: -
Singles: Wet My Whistle, Politics/Blow Dat
The Revival
Producer: o.a. DJ Premier
Uitgebracht: ?

### Officiële mixtapes
Build & Destroy: The Lost Sessions Part 1
Uitgebracht: 29 juli 2003
Billboard 200-positie: -
R&B/Hip-Hop Chart-positie: -
Singles:
The M.I.C. Official Mixtape
Uitgebracht: 26 oktober 2004
Billboard 200-positie: -
R&B/Hip-Hop Chart-positie: -
Singles: Buzzin'/Simon Says (Street Games), Fuck a Hook/52 Bars
The Bar Exam (hosted by Statik Selektah & DJ Premier)
Uitgebracht: 17 mei 2007
Singles: "Who Want It?"/"The Dream", "I Run Detroit"/"Ding!"
The Bar Exam 2
Uitgebracht: december 2007
Singles: "Who Got Bodied? (Mistah F.A.B. Diss)"

### Mixtapes
- M.I.C. (Make It Count) Mixtape Vol. 1
- M.I.C. Radio Vol. 1
- Hip-Hop Is Certain
- Defending The Crown I
- Defending The Crown II: Kiss The Ring
- Defending The Crown III: The Coroner
- The King Is Back (Hosted By Statik Selektah)
- Declaration Of Independence
- Bad Meets Evil: Scary Music
- The Bad Side
- The Other Side
- Lyrical Smackdown
- Raw Sessions Vol. 1 (Hosted By DJ Mumblez)
- Raw Sessions Vol. 2 (Hosted By DJ Mumblez)
- Bullets & Tissue
- The Album
- Street Hop